# El Guásimo (Tabasco)
El Guásimo es una localidad del municipio de Nacajuca ubicado en la subregión centro del estado mexicano de Tabasco.

## Geografía
La localidad de El Guásimo se sitúa en las coordenadas geográficas 18°07′48″N 92°55′54″O / 18.130000, -92.931667, a una elevación de -3 metros sobre el nivel del mar.

## Demografía
Según el Conteo de Población y Vivienda 2020, efectuado por el Instituto Nacional de Estadística y Geografía, la localidad de El Guásimo tiene 1,439 habitantes, de los cuales 740 son del sexo masculino y 699 del sexo femenino. Su tasa de fecundidad es de 2.27 hijos por mujer y tiene 448 viviendas particulares habitadas.
| Gráfica de evolución demográfica de El Guásimo entre 1940 y 2020 |
|                                                                  |
| INEGI.                                                           |